# Некласифіковані мови
Некласифіковані мови — мови, у яких нез'ясована генетична належність до будь-якої сім'ї мов, зазвичай через брак даних або малої кількості досліджень. Якщо ж даних достатньо, але навіть після посилених спроб спорідненість з іншими мовами не встановлено, така мова вважається ізольованою.
Визначення генетичної належності може бути ускладнене з кількох причин:
1. Відсутність живих родичів. У ізольованої мови в давнину могли існувати споріднені мови, але якщо вони всі вимерли, то їхнє вивчення і порівняння або неможливе, або значно ускладнене.
2. Малодослідженість мови. Для однозначної класифікації може бути недостатньо даних, особливо якщо мова сама є вимерлою.
3. Безліч накопичених відмінностей. У мові за час його існування можуть накопичитися безліч запозичень з мов різних мовних сімей. Крім того, якщо мова відокремилася від прамови досить давно, то вона може значно відрізнятися від інших мов, які розвинулися з тієї ж мови-предка.